# Nimba-Berg-Riedfrosch
Der Nimba-Berg-Riedfrosch (Hyperolius nimbae) ist ein Riedfrosch, der in der Republik Elfenbeinküste endemisch und nach den Nimba-Bergen benannt ist. Der Frosch galt zwischen 1967 und seiner Wiederentdeckung 2010 als ausgestorben.

## Merkmale
Der Nimba-Berg-Riedfrosch ist einer der größeren Riedfrösche, die Männchen erreichen 30–37 mm, die Weibchen 34–38 mm. Die Art ändert ihre Zeichnung während der Entwicklung. Juvenile Tiere und viele voll entwickelte Männchen (Phase J) sind in der Regel bräunlich bis grün mit paarigen hellen dorsolateralen Linien oder einer sanduhrähnlichen Zeichnung. Vor ihrer ersten Brutsaison (Phase F) sind alle voll entwickelten Weibchen und einige Männchen gräulich mit schwarzen Punkten oder Flecken. Die Schenkel sind leuchtend rot. Der Rücken ist gekörnt oder warzig. Sie besitzen ausgedehnte Schwimmhäute und horizontal liegende Pupillen.

## Verbreitung und Lebensraum
Das Habitat des Nimba-Berg Riedfroschs sind Sumpfränder und Lichtungen im Tiefland am Südostrand des Mont Richard-Molard (Mont Nimba). Möglicherweise gibt es auch Populationen in Guinea und Liberia.

## Lebensweise
Die Männchen rufen aus den Gräsern am Rande großer, vermutlich temporärer Sümpfe. Die Rufe sind eine schnelle Serie von Klicks mit klarem, kleinen Glocken ähnelndem Klang. Die Klicks erfolgen immer in Serien, einzelne Klicks kommen nicht vor. Die gut abgegrenzte, höchste Schallintensität eines Klicks liegt bei einer Frequenz von 2400 Hz und ist dem einzelnen Ruf von Hyperolius viridiflavus sehr ähnlich.

## Taxonomie
Nach Schiøtz, 1999, gehört der Nimba-Berg-Riedfrosch zur Hyperolius-tuberculatus-Gruppe innerhalb des Hyperolius-viridiflavus-Artenkomplexes. Manchmal wird er als Unterart von Hyperolius tuberculatus angesehen, auf der Basis der unterschiedlichen Rufe betrachtet Schiøtz ihn aber als eigene Art.

## Gefährdung und Schutz
Das Verbreitungsgebiet des Nimba-Berg-Riedfrosch umfasst weniger als 5.000 km²; er kommt an weniger als fünf Standorten vor und sein Lebensraum auf und am Mont Nimba ist in Ausbreitung und Qualität rückläufig. In seinen begrenzten Lebensräumen ist der Nimba-Berg-Riedfrosch zwar offenbar sehr häufig, die Bestände gehen jedoch zurück. Die Art der Gefährdung ist schwer zu bestimmen, da über seine Anpassungsfähigkeit nichts bekannt ist. Er könnte aber vom Ausbau der Landwirtschaft, von Abholzung und menschlichen Ansiedlungen betroffen sein. Auch wenn ein Teil der Nimba-Berge als Naturschutzgebiet ausgewiesen ist, ist der Nimba-Berg-Riedfrosch in keinem geschützten Bereich heimisch. Von der International Union for Conservation of Nature and Natural Resources (IUCN) wird die Art als stark gefährdet (Endangered, EN) eingestuft.